# Монстранція

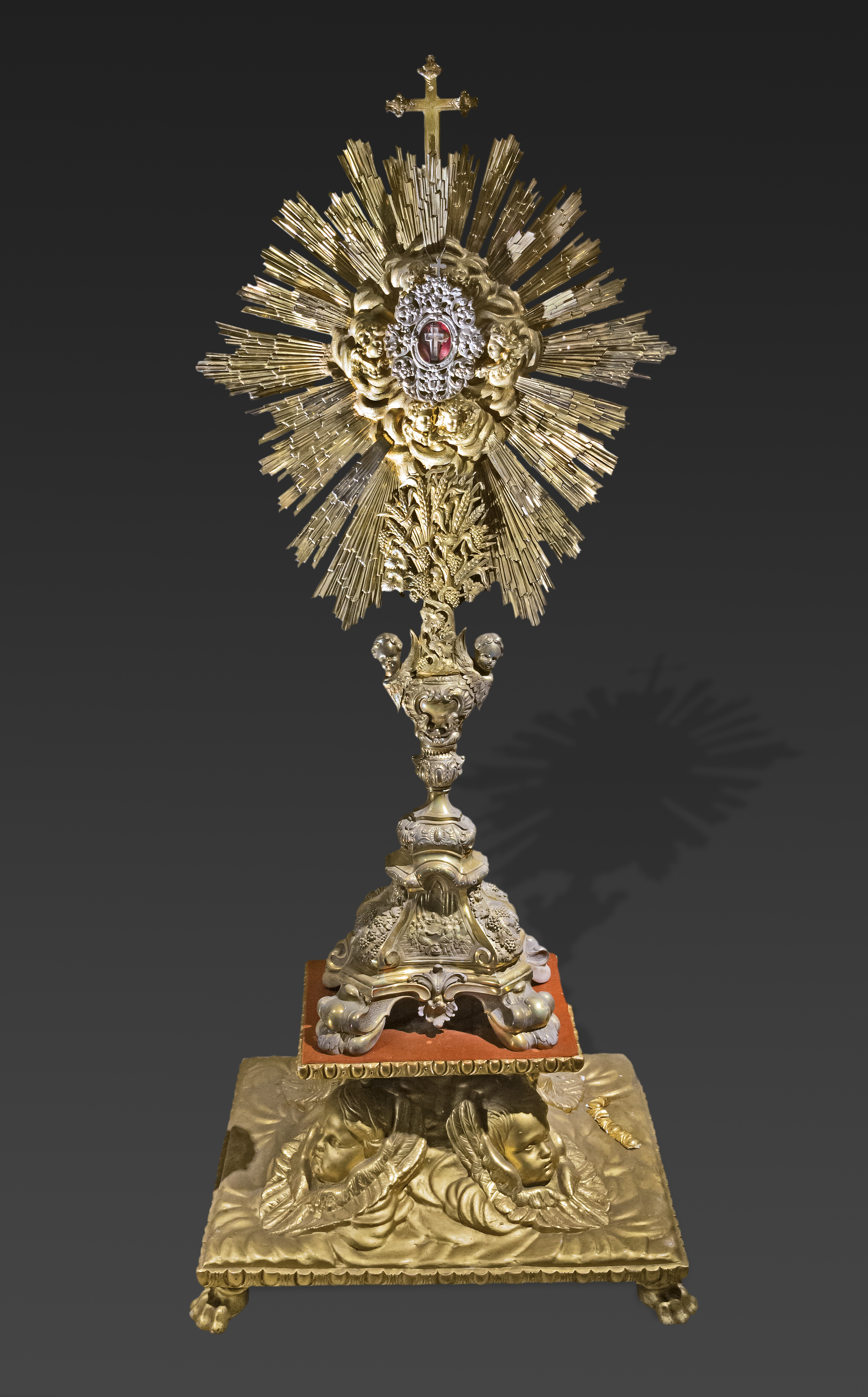
Монстранція

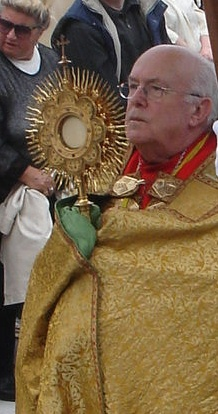
Кардинал Годфрід Даннелс з Монстранцією

Монстранція, монстрація (від лат. monstrare — показувати, демонструвати) — різновид дароносиці в католицькій церкві. Призначена для адорації — позалітургійного шанування Святих Дарів, освячених під час Євхаристії. Також використовується в англіканстві та лютеранстві. Раніше поряд з терміном «монстранція» вживався термін «остенсорій». У Середньовіччі монстранція використовувалася також і для виставлення для вшанування мощей святих. На сьогодні ця практика відсутня.
Перші монстранції з'явилися в Західній Європі в XIV столітті. Католицька церква заохочувала шанування Святих Дарів, що сприяє вірі в переісточення. Спочатку монстранція мала вигляд вертикального скляного циліндра, увінчаного металевою короною. Пізніше форми дароносиці для Святих Дарів стали більш різноманітними — з'явилися монстранція у формі невеликого храму тощо.
Типова сучасна монстранція має форму сонця, від якого розходяться промені. Зверху вона увінчана хрестом. Монстрація може мати й іншу форму. Центральна частина монстранції виконана з прозорого матеріалу і призначена для поміщення туди освячених гостій.
Обряд адорації починається з виставляння Тіла Христового в монстранції на вівтар храму. Священники і вірні в цей час схиляють коліна. Виставлення супроводжується спеціальними піснями, присвяченими Євхаристії — найчастіше на початку адорації співається O salutaris hostia, а вкінці — Tantum ergo. Після виставлення Святих Дарів присутні на богослужінні моляться. Поклоніння Святим Дарам завершується благословенням віруючих дароносицею, яке здійснює священник. На знак вшанування Святих Дарів священник або диякон, який переносить монстранцію під час адорації, тримає її не голими руками, а краями фелону (гумерала). Після завершення обряду поклоніння Святим Дарам священник витягує гостії з монстранції і поміщає їх в храмову дарохранительницю. Дароносиця (монстранція) також може використовуватися для процесій зі Святими Дарами, проведеними на свято Тіла і Крові Христових.